# Дълбоко разрохкване
Дълбокото разрохкване е начин за обработка на почвата, който се използва за периодичното ѝ разрохкване на дълбочина 60–80 см, без обръщане на почвения пласт.
Дълбокото разрохкване е подходящо за:
- почви с плитък хумусен и мощен илувиален хоризонт,
- почви, засегнати от ерозия,
- повърхностно преовлажнени почви.

Освен това дълбокото разрохкване се използва като рутинен метод за подобряване на водно-физичните свойства на почвите при интензивно използване на земята.